# Donald Sutherland (Siedler)

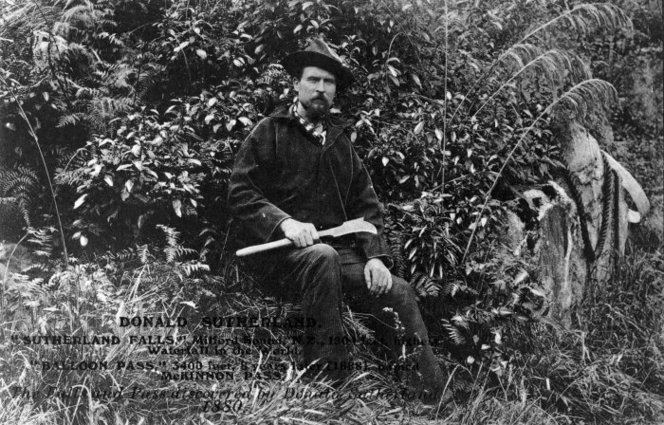
Donald Sutherland ungefähr 1878

Donald Sutherland (* 1835 in Wick, Grafschaft Caithness, Schottland; † 24. Oktober 1919 in Milford Sound/Piopiotahi, Neuseeland), bekannt als der Einsiedler vom Milford Sound, war ein in Schottland geborener neuseeländischer Seemann, Soldat, Goldsucher, Siedler und erster europäischer Entdecker der Sutherland Falls, des zweithöchsten Wasserfalls Neuseelands.

## Frühen Jahre
Donald Sutherland wurde 1835 als Sohn der Eheleute Isabella Strachan und ihrem Mann Donald Sutherland, einem Seilmacher aus Wick, hoch oben im Nordosten von Schottland an der See geboren. Wie viele in seinem Alter arbeitete er nach seinem Schulabschluss in der Fischereiwirtschaft seines Heimatortes. Mit 16 Jahren hatte er genug davon, ging zur schottischen Armee und wurde in Fort George stationiert. 1860 schloss er sich dem italienischen Freiheitskämpfer Giuseppe Garibaldi im Unabhängigkeitskrieg gegen das  Königreich beider Sizilien an.

## Ankunft in Neuseeland

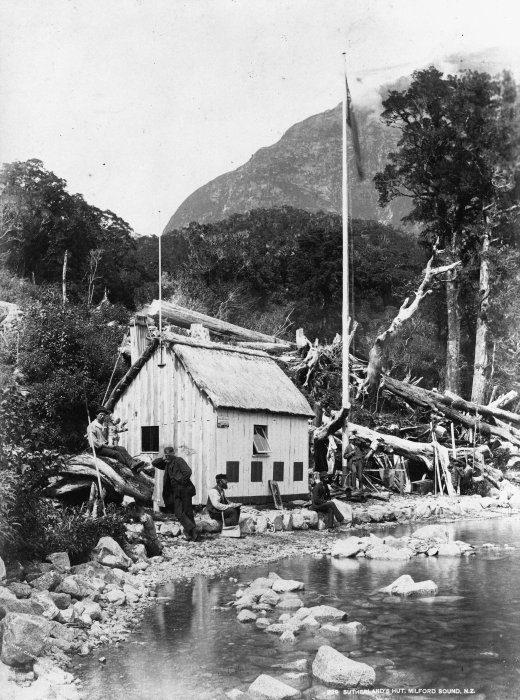
Esperance Chalet, Herberge von Donald Sutherland am Milford Sound/Piopiotahi

Nach einiger Zeit auf See erreichte er 1862 Auckland und arbeitete auf der Prince Alfred für den britischen Seehandel an Neuseelands Küsten. In Dunedin angekommen ging er von Bord, um sich während des Goldrausches in Otago beim Goldsuchen in Gabriel’s Gully zu versuchen. Nachdem dies misslang, meldete er sich im Dezember 1863 zum 3. Waikato-Regiment, um am Waikato-Krieg gegen die Māori teilzunehmen. Nach Ende des Krieges versuchte er als Siedler Fuß zu fassen, verlor aber die Rechte an seinem zugesicherten Land, da er von der Armee desertiert war. Er schloss sich einer Expedition zur Seehundjagd in Fiordland an und ging später noch einmal auf Goldsuche in Hokitika. Im Oktober 1868 ging er noch einmal zur Armee, kämpfte an verschiedenen Orten, erreichte den Dienstgrad eines Corporals und bekam schließlich den Orden New Zealand Medal verliehen.
Wieder auf See, arbeitete er für den Küstenschiffsdienst der neuseeländischen Regierung unter Kapitän John Fairchild. Auf der Suche nach einem anderen Leben segelte er 1877 mit einem eigenen kleinen Boot von Dunedin aus nach Süden durch die Foveaux Strait bis nach Fiordland.

## Leben als „Einsiedler“ am Milford Sound
Am 3. Dezember 1879 erreichte Sutherland die Ufer des Milford Sound/Piopiotahi und ließ sich nahe der Bowen Falls nieder. Sutherland erforschte teils allein, teils mit zwei anderen Forschern und Abenteurern die Gegend. Am 10. November 1880 entdeckte er dann die 680 m hohen Wasserfälle nahe dem Arthur River, die später ihm zu Ehren seinen Namen tragen sollten. 1883 entdeckte er den nach ihm benannten  Sutherland Sound und 1888 bezahlte ihn die Regierung für den Bau eines Zugangs zu Sutherland Falls. Zwischendurch verdiente er sich u. a. mit Diamantensuche und als Touristenführer.
Sutherland lebte all die Jahre am Milford Sound/Piopiotahi alleine, bis er am 7. August 1890 Elizabeth Samuels heiratete und mit ihr zusammen 1891 zurückging und an den Ufern des Milford Sound/Piopiotahi eine kleine Herberge baute und Touristen durch die Gegend führte. Später zog Sutherlands Neffe William Sutherland mit seiner Frau zu ihnen, um die Herberge gemeinsam bewirtschaften zu können.
In den letzten drei Jahre seines Lebens litt Sutherland an Asthma und einer Herzschwäche. Er starb am 24. Oktober 1919, konnte aber erst fünf Wochen später mit einem Schiff abgeholt und unter einem Wasserfall beerdigt werden, wie er es gewünscht hatte. Sutherlands Frau Elizabeth blieb und führte die Herberge bis 1922 weiter, verkaufte sie dann aber an die Regierung. Sie selbst starb am 10. Dezember 1923. Sie wurde neben ihrem Mann beerdigt. Später wurde die Grabstätte durch ein Unwetter zerstört und die sterblichen Überreste auf den Grund des Milford Sound/Piopiotahi gespült.
An dem Ort, wo ursprünglich Sutherlands Haus am Milford Sound/Piopiotahi stand, befinden sich heute die Anlegestellen für die Touristenboote. Die Herberge hingegen wurde 1928 durch ein von der Regierung errichtetes Hostel ersetzt.

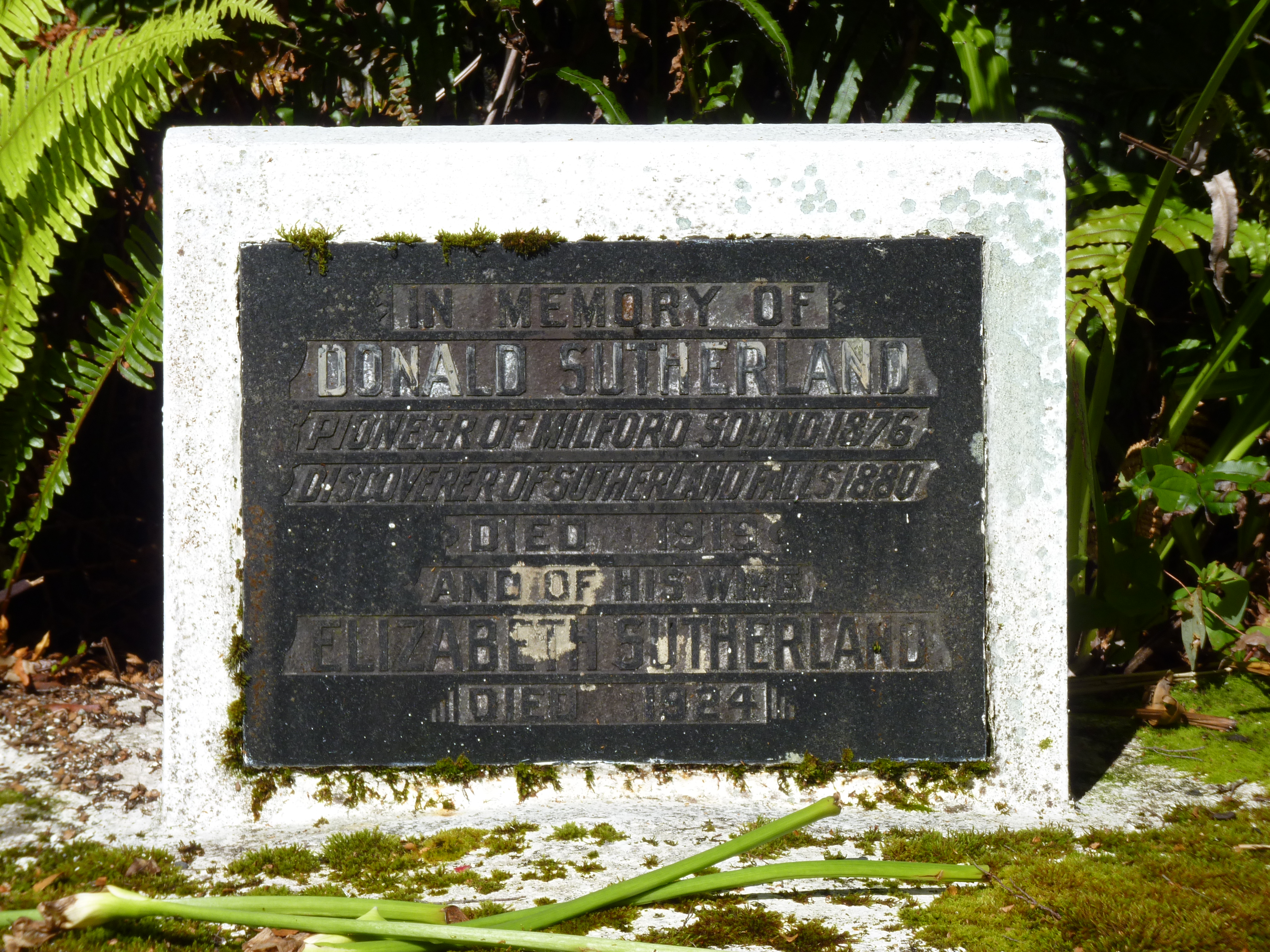
Gedenkstein in Gedenken an Donald Sutherland und seine Frau Elizabeth

## Gedenken
Donald Sutherland und seine Frau Elizabeth waren sehr bekannt unter den Touristen jener Tage und ihre 1891 errichtete Herberge war die erste ihrer Art auf dem Weg zum Milford Sound/Piopiotahi für die nachfolgenden 30 Jahre.